# Žepče
Žepče (en cyrillique : Жепче) est une ville et une municipalité de Bosnie-Herzégovine située dans le canton de Zenica-Doboj et dans la fédération de Bosnie-et-Herzégovine. Selon les premiers résultats du recensement bosnien de 2013, la ville intra muros compte 5 804 habitants et la municipalité 31 582.

## Géographie
Žepče est située dans la vallée de la  rivière Bosna, entre Doboj et Zenica. La ville est traversée par la rivière et entourée de montagnes. La municipalité est entourée par celles de Teslić et Maglaj au nord, par la ville de Zenica à l'ouest et au sud et par la municipalité de Zavidovići à l'est.

## Histoire
Žepče est mentionnée pour la première fois en 1458 dans une charte publiée par le roi de Bosnie Stjepan Tomašević.
Après la guerre de Bosnie-Herzégovine et à la suite des accords de Dayton, la municipalité de Žepče a été rattachée à la fédération de Bosnie-et-Herzégovine ; 2001, plusieurs villages autrefois rattachés à Maglaj et à Zavidovići ont été intégrés à la municipalité.

## Localités

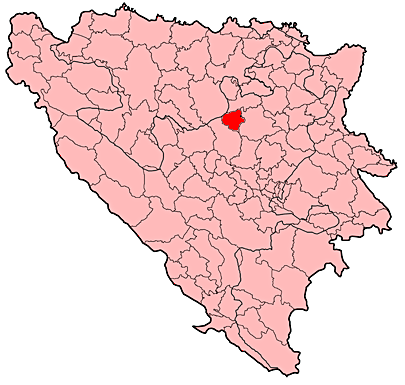
Localisation de la municipalité de Žepče en Bosnie-Herzégovine

La municipalité compte 41 localités :
| - Adže - Begov Han - Bistrica - Bljuva - Brankovići - Čusto Brdo - Debelo Brdo - Donji Lug - Globarica - Goliješnica - Golubinja | - Gornja Golubinja - Gornja Lovnica - Gornji Lug - Grabovica - Komšići - Lupoglav - Ljeskovica - Ljubatovići - Ljubna - Matina - Mračaj | - Orahovica - Osova - Ozimica - Papratnica - Pire - Ponijevo - Radunice - Ravne Donje - Ravne Gornje - Selište - Tatarbudžak | - Varošište - Vašarište - Vinište - Vitlaci - Vrbica - Želeće - Željezno Polje - Žepče |

## Démographie

### Villeintra muros

#### Évolution historique de la population dans la villeintra muros
| 1948 | 1953 | 1961  | 1971  | 1981  | 1991  | 2013  |
| ---- | ---- | ----- | ----- | ----- | ----- | ----- |
| -    | -    | 2 709 | 3 209 | 4 257 | 5 571 | 5 804 |

|  |

### Municipalité

#### Évolution historique de la population dans la municipalité
| 1961   | 1971   | 1981   | 1991   | 2013   |
| ------ | ------ | ------ | ------ | ------ |
| 13 924 | 16 906 | 19 754 | 22 966 | 31 582 |

#### Répartition de la population par nationalités dans la municipalité (1991)
En 1991, sur un total de 27 859 habitants, la population se répartissait de la manière suivante :

## Politique
À la suite des élections locales de 2012, les 25 sièges de l'assemblée municipale se répartissaient de la manière suivante :
| Parti                                                               | Sièges |
| ------------------------------------------------------------------- | ------ |
| Union démocratique croate de Bosnie-Herzégovine (HDZ BiH)           | 10     |
| Parti d'action démocratique (SDA)                                   | 7      |
| Union démocratique croate 1990 (HDZ 1990)                           | 3      |
| Parti social-démocrate (SDP)                                        | 3      |
| Parti pour la Bosnie-Herzégovine (SBiH)                             | 1      |
| Alliance pour un meilleur avenir de la Bosnie-Herzégovine (SBB BiH) | 1      |

Mato Zovko, membre de l'Union démocratique croate de Bosnie-et-Herzégovine (HDZ BiH), a été réélu maire de la municipalité.

## Sport
Žepče possède un club de football, le NK Žepče.

## Personnalité
- Ivo Lozančić, homme politique